# Baptista Laper
João Baptista Laper, mais conhecido como Baptista Laper (Cantagalo, 20 de junho de 1848 — 12 de dezembro de 1901) foi um médico, proprietário rural e político brasileiro.
Foi senador pelo Estado do Rio de Janeiro entre 1890 e 1896, além de deputado provincial em 1884.